# پیز کریستانس
پیز کریستانس (به لاتین: Piz Cristanas) یک کوه در سوئیس است که در کانتون گراوبوندن واقع شده‌است. پیز کریستانس ۳٬۰۹۲ متر بالاتر از سطح دریا واقع شده‌است.